# Ivar Mathisen
Ivar Mathisen (* 14. Juni 1920 in Bærum; † 7. Oktober 2008 ebenda) war ein norwegischer Kanute.

## Erfolge
Ivar Mathisen gab bei den Olympischen Spielen 1948 in London sein Debüt in zwei Wettbewerben im Zweier-Kajak. Auf der 1000-Meter-Strecke qualifizierten er und Knut Østby sich zunächst als Zweite ihres Vorlaufs für das Finale. Im Endlauf überquerten sie anschließend nach 4:09,1 Minuten als Vierte die Ziellinie, 0,4 Sekunden hinter den Finnen Thor Axelsson und Nils Björklöf. Über die 10.000-Meter-Distanz belegten sie unter den 15 Startern am Ende den dritten Platz. In 46:44,8 Minuten blieben sie hinter Gunnar Åkerlund und Hans Wetterström aus Schweden zurück, waren diesmal aber 3,4 Sekunden schneller als Axelsson und Björklöf. Auch 1952 in Helsinki starteten Mathisen und Østby in den beiden Wettkämpfen des Zweier-Kajaks. In beiden erreichten sie das Finale und schlossen es sowohl über 1000 Meter als auch über 10.000 Meter auf dem fünften Platz ab.
1948 sicherte sich Mathisen in London bei den Weltmeisterschaften im Einer-Kajak mit der 4-mal-500-Meter-Staffel ebenso Silber wie 1950 in Kopenhagen zusammen mit Knut Østby im Zweier-Kajak über 1000 Meter.